# Flightradar24
Flightradar24 — публичный веб-сервис, позволяющий в реальном времени наблюдать за положением воздушных судов. Отслеживать с помощью сервиса положение воздушного судна возможно только в случае, если оно оснащено транспондером типа ADS-B/MLAT и тот включён.
Услуга доступна через веб-страницу или приложения для мобильных устройств. Газета «The Guardian» считает сайт «авторитетным».

## Возможности
Сервис выводит координаты, высоту и скорость воздушного судна, а также отображает на карте пройденный путь от места вылета. При наличии информации в специализированных источниках (например, на веб-сайтах споттеров) может также отображать фотографию, тип воздушного судна, его бортовой номер, принадлежность к авиакомпании, место отправления и посадки, ряд другой информации. 
На сервисе ведётся запись истории полётов.
Сервис работает в веб-браузерах на настольных компьютерах, а также доступен через приложения для Mac OS X, iOS — (iPhone, iPad),Apple Watch, а также для Android и Windows + Windows Phone 8.

## Принцип работы
Веб-сервис для слежения и получения информации о воздушных судах использует технологию ADS-B (АЗН-В). Воздушное судно, оборудованное ADS-B-транспондером, во время всего полёта Mode («S»), примерно каждую секунду генерирует и отправляет в эфир (на частоте 1090 МГц) широковещательное, открытое радиосообщение, в котором содержатся актуальные на момент отправления данные — свои точные координаты (определённые с помощью GPS), свою текущую скорость, высоту и другую информацию.
ADS-B-транспондерами оснащены не все воздушные суда, преимущественно это пассажирские самолёты, тогда как ВС государственной авиации и АОН могут не иметь ответчика.
Федеральное управление гражданской авиации США заявило, что с 2020 года подавляющее большинство самолётов, входящее в воздушное пространство США, должно быть оборудовано ADS-B-транспондерами.
В конце 2015 года Flightradar24 использует около 9000 ADS-B-приёмников, установленных по всему миру, которые получают информацию от самолётов и отправляют её на сервер Flightradar24. Подавляющее большинство приёмников установлены добровольцами у себя дома или других местах и подключены через интернет к серверу Flightradar24, куда отправляют полученные данные.
Один ADS-B приёмник может принимать информацию от пролетающих самолётов на расстоянии от 250 до 450 км (в зависимости от самого приёмника и расположения его антенны).
Flightradar24 покрывает всю Европу (включая европейскую часть России; кроме арктических районов) и США (кроме Аляски вне окрестностей Анкориджа и Фэрбанкса). Также имеется хорошее покрытие в Канаде (кроме Северной Канады), Мексике, странах Карибского бассейна, Венесуэле (кроме Южной Венесуэлы), Колумбии (кроме Восточной Колумбии), Эквадоре, Перу, Бразилии (кроме штатов Амазонас и Пара), Аргентине, Южной Африке, Турции (кроме Восточной Турции), на Ближнем Востоке, в Пакистане, Индии, Китае (кроме Западного Китая), Тайване, Японии [кроме островов Огасавара (Бонин)], Таиланде, Малайзии, Индонезии, Австралии (кроме территорий, удалённых от побережья на 200 км и более), Новой Зеландии и многих других странах.
Если сервис не получает данные с транспондера ВС, летящего над США или Канадой, транслируются данные Федерального управления гражданской авиации США с пятиминутной задержкой.
Из-за высокой дальности принимаемых сигналов от самолётов любой доброволец, установивший у себя ADS-B-приёмник, может улучшить покрытие сервиса в своей стране, а зачастую охватить и часть соседнего государства. Никаких специальных разрешений от регулирующих органов для этого не требуется.

## Примеры использования
Flightradar24 получил внимание международного сообщества во время извержения вулкана Эйяфьядлайёкюдль в Исландии, в апреле 2010 года, когда многие крупные международные средства массовой информации (в том числе CNN и BBC) использовали веб-сайт Flightradar24 для описания текущей ситуации в небе над Европой.
Рекордное число пользователей на сайте было зафиксировано 14 июля 2014 года, когда сотни тысяч болельщиков в режиме онлайн следили за передвижением самолёта авиакомпании Lufthansa, доставившего из Бразилии в Берлин сборную Германии по футболу.
Однако уже через три дня — после авиакатастрофы на Донбассе — трафик сайта компании возрос в 50 раз. Это заставило её отключить некоторые сервисы, чтобы увеличить количество поддерживаемых подключений.
В январе 2021 года российские пользователи использовали сервис Flightradar24 для наблюдения за рейсом авиакомпании «Победа», на котором из Германии в Россию возвращался политик Алексей Навальный. Резонанс к данному рейсу вызвало изменение маршрута полёта и место приземления самолёта.
В мае того же года, с помощью сервиса Flightradar24 белорусские пользователи наблюдали за инцидентом с посадкой Boeing 737 в Минске и его последствиями. Тогда рейс авиакомпании «Ryanair», на котором летел белорусский активист Роман Протасевич, был вынужденно перенаправлен из Вильнюса в Минск, итогом чего стало задержание Романа и его девушки белорусским КГБ в минском аэропорту. Несколько дней после этого инцидента пользователи наблюдали, как ряд европейских авиакомпаний облетали Белоруссию стороной, а один из рейсов «Белавиа», направлявшийся в Барселону, развернулся и летал «спиралью» возле границы с Польшей.
2 августа 2022 года рейс Нэнси Пелоси SPAR19 (Куала-Лумпур — Тайбэй) стал самым отслеживаемым рейсом в истории. К моменту приземления в Тайбэе за SPAR19 следили более 708 000 человек по всему миру, что сделало его самым отслеживаемым полетом в истории Flightradar24. За семь часов из Куала-Лумпура в Тайбэй в общей сложности 2,92 миллиона человек следили по крайней мере за частью полета. Интерес пользователей к рейсу был связан с Китайско-тайваньским кризисом 2022. (Предыдущий рекорд держал рейс PBD936, на котором из Берлина в Москву возвращался политик Алексей Навальный. На момент приземления его отслеживало более 535 тыс. человек.)